# Huvudstabron
Huvudstabron, även kallad "Prippsbron", är en bro som går mellan Solna kommun (Huvudsta) och västra Stockholm (Ulvsunda i Bromma).

## Historik
Redan på 1930-talet planerades en bro på denna plats, men den blev inte verklighet. Dagens bro började byggas 1964 och invigdes 1967. Bron består av en förspänd betongkonstruktion och är totalt 286 meter lång, uppdelad på sex brospann. Det längsta spannet mäter 100 meter, det spänner över Bällstaviken och har en segelfri höjd på 24 meter. Huvudstabron är 28,2 meter bred och har två gångbanor, vardera tre meter breda. Över bron går Huvudstaleden. Byggherre var Stockholms gatukontor och ansvarig för genomförandet var kommunägda Gekonsult. Entreprenör var Skånska Cementgjuteriet.
Under planeringsprocessen framhölls namnet Ulvsunda Bro såsom namn på den nuvarande bron, men efter en remiss fastslogs namnet Huvudstabron.

## Bilder

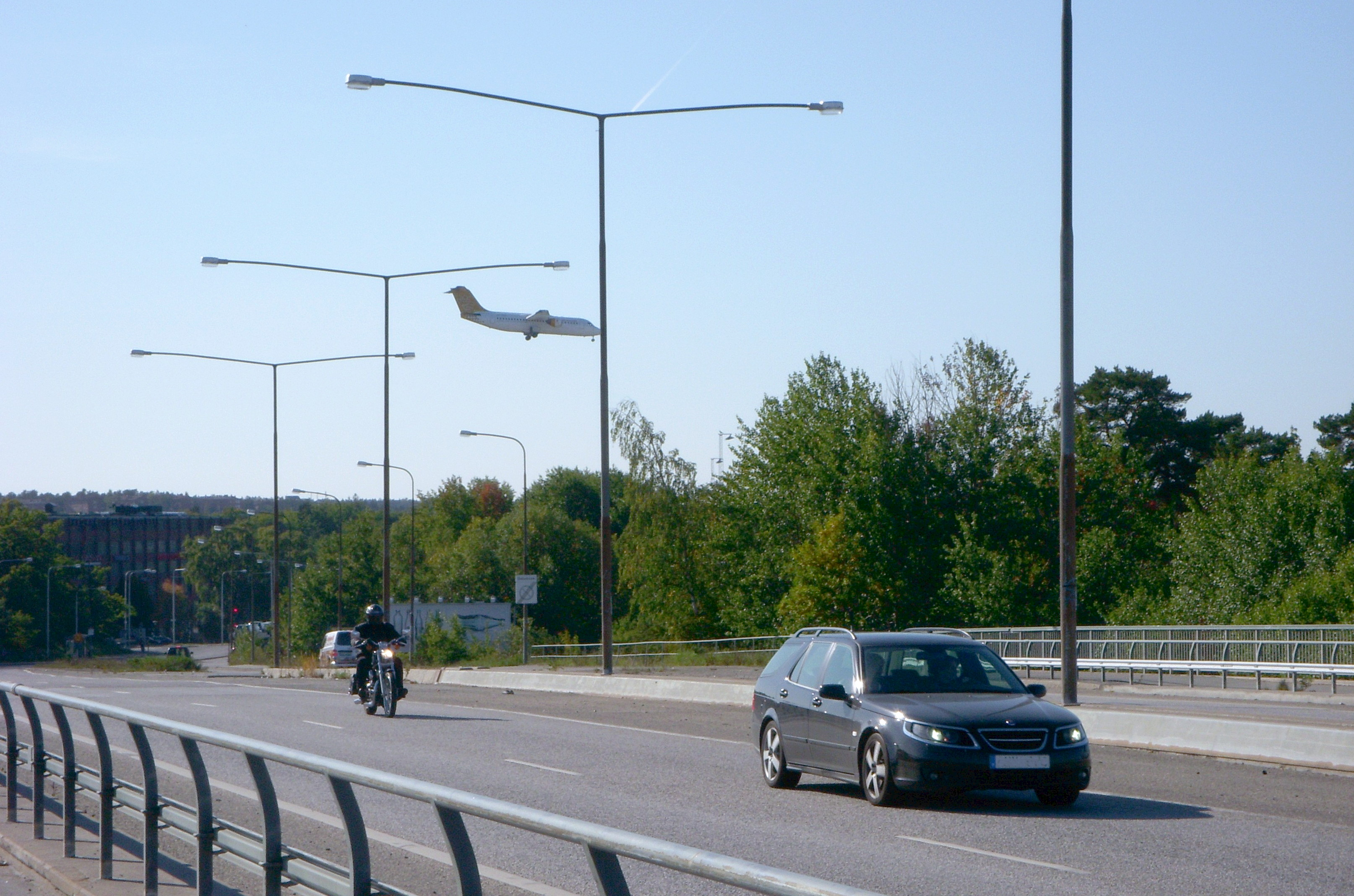
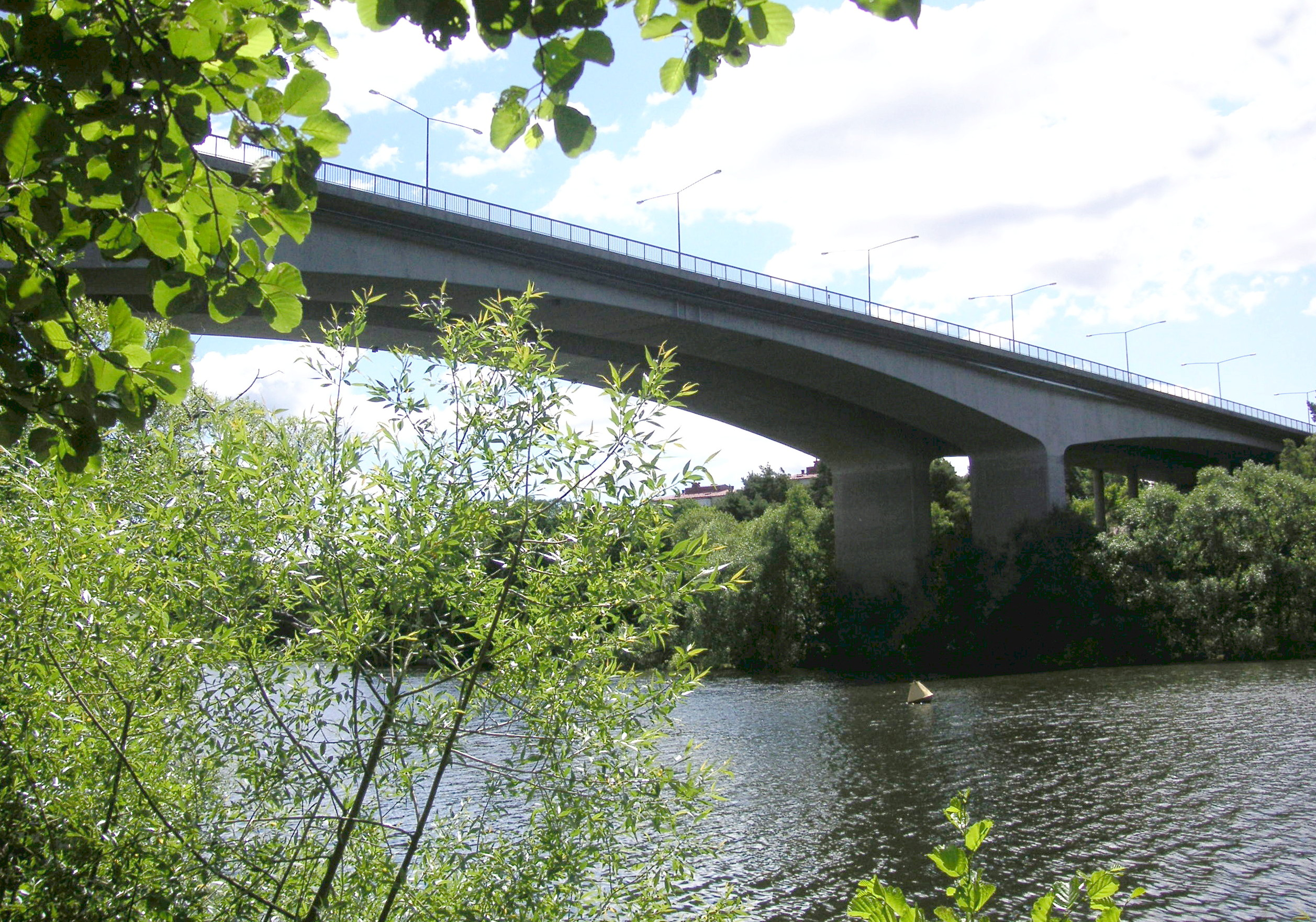
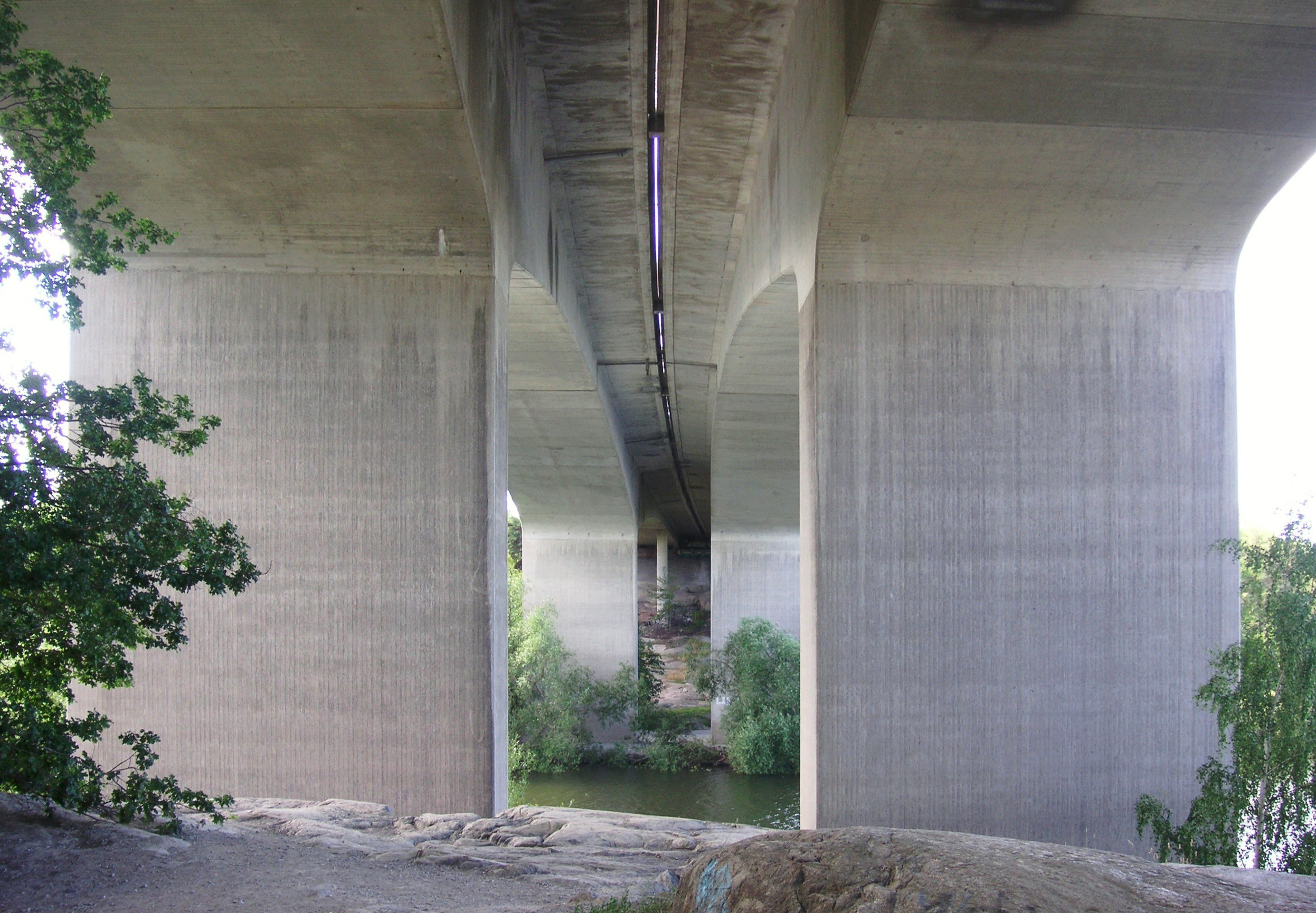
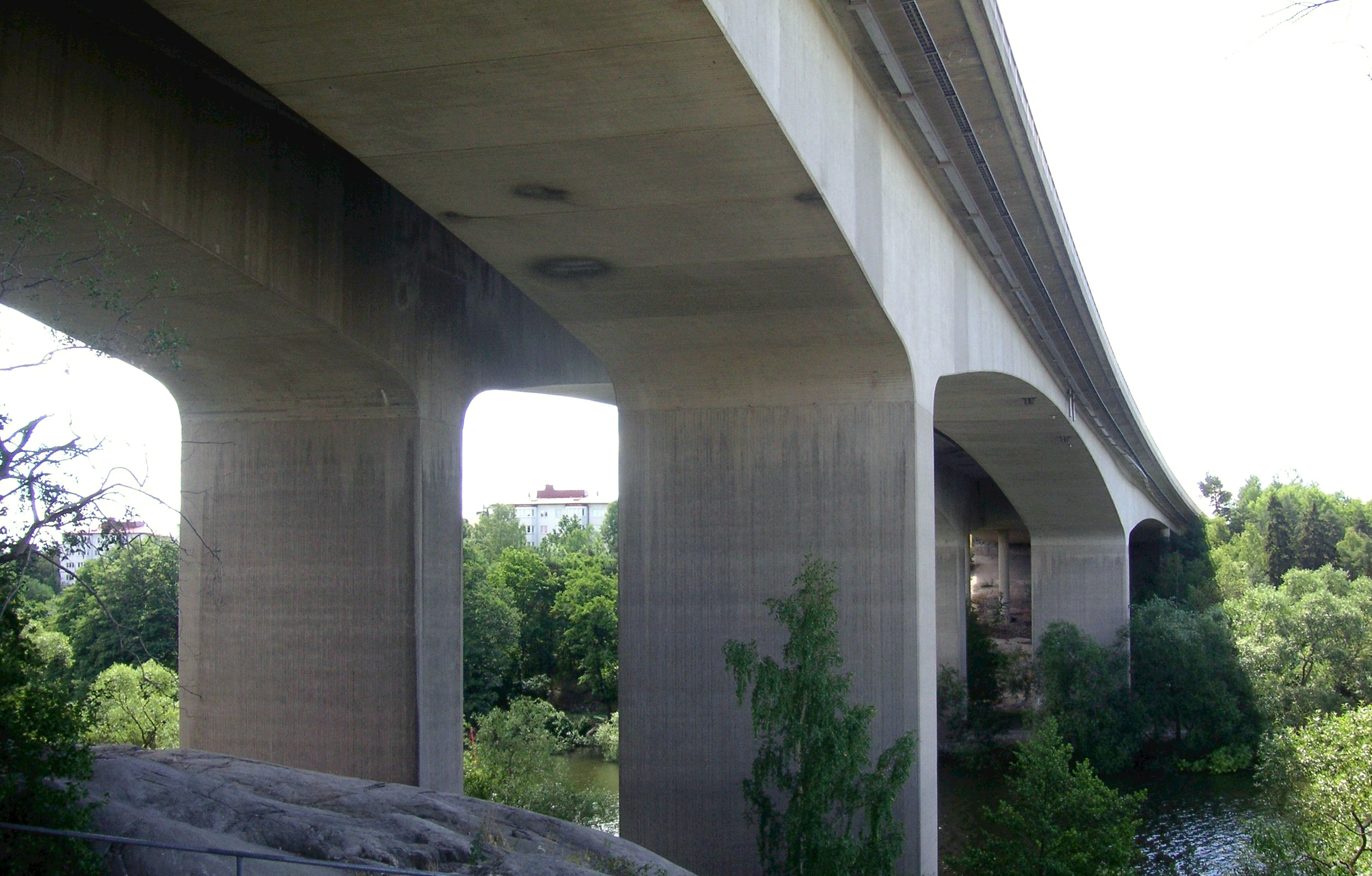